# Caulastraea
Genre
Caulastraea est un genre de coraux durs de la famille des Meandrinidae.

## Habitat et répartition
On trouve les coraux durs Caulastraea dans le bassin Indo-Pacifique tropical des côtes est-africaines jusqu’aux îles Samoa.

## Liste d'espèces
Le genre Caulastraea comprend les espèces suivantes :
| Selon World Register of Marine Species (7 juillet 2015) : - Caulastraea connata Ortmann, 1892 - Caulastraea curvata Wijsman-Best, 1972 - Caulastraea echinulata Milne Edwards & Haime, 1849 - Caulastraea furcata Dana, 1846 - Caulastraea tumida Matthai, 1928 | Selon ITIS (7 juillet 2015) : - Caulastraea curvata Wijsman-Best, 1972 - Caulastraea echinulata Milne-Edwards & Haime, 1849 - Caulastraea furcata Dana, 1846 - Caulastraea tumida Matthai, 1928 |